# هيروكي سوزوكي
هيروكي سوزوكي (باليابانية: 鈴木裕樹) هو ممثل ياباني، ولد في 3 أكتوبر 1983 في اليابان.

## أعمال

### أفلام
- (2009) الشبح الأبيض

## وصلات خارجية
- هيروكي سوزوكي على موقع IMDb (الإنجليزية)
- هيروكي سوزوكي على موقع قاعدة بيانات الفيلم (الإنجليزية)
- هيروكي سوزوكي على موقع كينوبويسك (الروسية)
- هيروكي سوزوكي على موقع ANN person (الإنجليزية)